# Isopedella meraukensis
Isopedella meraukensis är en spindelart som först beskrevs av Pater Chrysanthus 1965.  Isopedella meraukensis ingår i släktet Isopedella och familjen jättekrabbspindlar. Inga underarter finns listade i Catalogue of Life.